# Acaena latebrosa
Acaena latebrosa är en rosväxtart som beskrevs av William Aiton. Acaena latebrosa ingår i släktet taggpimpineller, och familjen rosväxter.

## Underarter
Arten delas in i följande underarter:
- A. l. brachyphylla
- A. l. dolichophylla